# Стэнли, Эдуард, 3-й граф Дерби
Эдуард Стэнли (англ. Edward Stanley, 10 мая 1509 — 24 октября 1572, Латом, Линкольншир, королевство Англия), 3-й граф Дерби и 2-й лорд Мэна — английский аристократ, являвшийся помимо этого правителем острова Мэн.

## Биография
В двенадцатилетнем возрасте Эдуард Стэнли унаследовал по смерти своего отца Томаса Стэнли, второго графа Дерби, все его титулы и владения. До вступления юным графом в свои права в 1531 году, всё унаследованное имущество, за исключением вдовьей части его матери Анны Гастингс, находилось в распоряжении короля Генриха VIII Тюдора. Ленные выплаты и доходы от управления имуществом Стэнли совокупно приносили в королевскую казну около 5500 фунтов стерлингов ежегодно, что было весьма значительной суммой. Поэтому опеку над юным наследником осуществляли виднейшие сановники английской короны, главным из которых был кардинал Томас Уолси, лорд-канцлер королевства.
С детства находясь при могущественном королевском советнике, Эдуард вскоре стал членом свиты Уолси, в качестве которого принял в 1528 году участие в его известном посольстве во Францию. В 1529 году Стэнли входил в число тех дворян, которые передали папе Клементу VII декларацию Генриха VIII о разводе с Екатериной Арагонской.
В 1529 или 1530 году влиятельный вельможа Томас Говард, третий герцог Норфолк, договорился с Эдуардом о браке последнего с его дочерью — Катериной Говард. Брак считался утверждённым после его одобрения королём, которое после некоторых сложностей было даровано Генрихом. Однако, в течение нескольких недель после венчания Катерина заразилась чумой и умерла. Норфолк и Дерби не были обескуражены и практически сразу же сговорились о второй женитьбе Эдуарда Стэнли на единокровной сестре Норфолка — Дороти Говард.
В 1532 году третий граф Дерби сопровождал Генриха VIII на его встрече с французским королём Франциском I, проходившей в Булони. Вскоре после этой встречи Эдуард Стэнли был посвящён в рыцари Бани. В 1536 и 1537 годах Стэнли был одним из руководителей мероприятий по подавлению Благодатного паломничества, народного восстания, возникшего против английской реформации и охватившего Линкольншир, а затем и всю Северную Англию. В 1542 году Стэнли участвовал вместе с родственником — герцогом Норфолком в походе последнего в Шотландию.
При вступлении на престол Англии Эдуарда VI в 1547 году Эдуарда Стэнли посвятили в кавалеры ордена Подвязки. В 1550 году Дерби входит в число пэров, принимавших участие в согласовании мирного договора с Францией и Шотландией. Однако уже следующий год несёт существенные перемены его статуса — ему было высочайше рекомендовано упразднить своё владение островом Мэн, на что лорд ответил отказом и приготовился к вооружённому сопротивлению. Причиной подобной опалы, как правило, указывают крайне консервативные религиозные взгляды Эдуарда Стэнли, находившегося в оппозиции к радикальному протестантскому законодательству Эдуарда.
Как бы то ни было, восшествие на престол католички Марии I вернуло графу Дерби расположение короны, он получил звание Лорда Верховного Стюарта Англии и стал тайным советником королевы. Он был назначен комиссаром на судебном процессе над Джейн Грей и другими еретиками.
После очередной смены монархов в 1558 году, Эдуарду Стэнли удалось получить благоволение и Елизаветы I, поскольку он был одним из тех, кто призывал встречать новую королеву при её въезде в Лондон. Елизавета сохранила за ним должность в тайном совете, а затем назначила своим лордом-лейтенантом в Чешире.
Эдуард Стэнли умер в 1572 году в своем имении Латом в графстве Линкольншир, оставив в качестве наследника своего старшего сына Генри Стэнли.

## Семья
В браке Эдуарда Стэнли и Доротеи Говард родились:
- Джейн, жена Эдуарда Саттона, 4-го барона Дадли;
- Генри (умер в 1593), 4-й граф Дерби;
- Томас (умер в 1576);
- Анна, жена Чарльза Стортона, 8-го барона Стортона;
- Мэри (умерла в 1609), жена Эдуарда Стаффорда, 3-го барона Стаффорда;
- Элизабет (около 1535—1591), жена Генри Паркера, 11-го барона Морли.